# Kunciran Indah
Kunciran Indah is een bestuurslaag in het regentschap Tangerang van de provincie Banten, Indonesië. Kunciran Indah telt 30.999 inwoners (volkstelling 2010).